# Адам Френк
Адам Френк (англ. Adam Frank; народився 1 серпня 1962) — американський фізик, астроном і письменник. Його наукові дослідження зосереджені на обчислювальній астрофізиці з акцентом на зореутворенні і пізніх стадіях еволюції зір. Його робота включає дослідження атмосфери екзопланет і астробіологію. Остання включає дослідження загального відклику планет на еволюцію енергоємних цивілізацій (позаземний розум).
Його популярні твори зосереджені на проблемах науки в її культурному контексті. Теми включають: проблеми клімату та майбутнього людини, технології та культурної еволюції; природа розуму і досвіду; наука і релігія. Він є співзасновником блогу «13.7 Космос і культура» (англ. 13.7 Cosmos and Culture) на Національному громадському радіо (NPR) і є постійним гостем в ефірі програми «Зваживши на все» (англ. All Things Considered) на NPR. Час від часу публікується у «New York Times».

## Життя та кар'єра
Френк народився 1 серпня 1962 року в Бельвілі, штат Нью-Джерсі. Навчався в університеті Колорадо на бакалавраті та отримав ступінь доктора філософії з Вашингтонського університету. Обіймав пост-докторську посаду в Лейденському університеті в Нідерландах та Університеті Міннесоти. У 1995 році Френк отримав стипендію Хаббла. У 1996 році він приєднався до факультету Рочестерського університету, де став професором астрофізики.
Дослідження Френка зосереджені на астрофізичній динаміці рідини. Його дослідницька група розробила код AstroBEAR, що застосовує техніку адаптивного підвищення роздільної здатності сітки інтегрування (англ. adaptive mesh refinement), і який використовується для моделювання потоків магнітної динаміки рідини в астрофізичних контекстах. Серед проєктів, де використовується AstroBEAR, є дослідження джетів протозір, а також еволюції планетарних туманностей наприкінці життя зір сонячного типу.

## Письменницька робота
У 2008 році Френк написав статтю для журналу «Discover», в якій розібрав наукові аргументи щодо теорії великого вибуху. Перша книга Френка під назвою «Постійний вогонь: Поза дебатами про науку vs. релігії» (англ. The Constant Fire: Beyond the Science vs. Religion Debate) вийшла у 2009 році. У ній обговорювався поточний зв'язок між наукою та релігією. Його робота була опублікована в 2009 році у збірці «Найкращі американські публікації про науку та природу».  У 2010 році Френк разом із Марсело Глейзером заснував блог «13.7 Cosmos and Culture» на NPR.
Друга книга Френка вийшла восени 2011 року «Про час: космологія та культура під час сутінків Великого вибуху» (англ. About Time: Cosmology and Culture at the Twilight of the Big Bang). У ній він досліджує зв'язок між змінними ідеями в космології та культурною ідеєю часу. У 2016 році Френк написав статтю під назвою «Так, були інопланетяни» (англ. Yes, There Have Been Aliens). Стаття базувалася на його астрономічних спостереженнях, які стверджували, що «трильйон цивілізацій мали б все ж з'явитися протягом космічної історії». Френк написав науковий підручник для коледжів під назвою «Астрономія у дії в космосі» (англ. Astronomy At Play in the Cosmos), яку опублікували у вересні 2016 року. Ще одна книга Френка «Світло зірок. Інопланетні світи і доля Землі» (англ. Light of the Stars. Alien Worlds and the Fate of the Earth) вийшла 12 червня 2018 року. У ній він намагається переформатувати дебати про зміну клімату, показуючи, що це загальне явище, яке, ймовірно, має місце майже з будь-якою технологічною цивілізацією на будь-якій планеті. У книзі він досліджує те, що сам називає «астробіологією антропоцену». У 2018 році блог Френка і Глейзера перейшов до журналу «Orbiter» з новою назвою «13.8: Наука, культура і значення» (англ. 13.8: Science, Culture, and Meaning).
30 травня 2021 року, невдовзі після того, як він з колегами отримали грант від Національного управління з аеронавтики і дослідження космічного простору (NASA) на пошук доказів передових технологій на планетах за межами Сонячної системи, New York Times опублікував есе Френка «Я — фізик, який шукає інопланетян. НЛО мене не вражають» (англ. I'm a Physicist Who Searches for Aliens. U.F.O.s Don't Impress Me). У статті він зазначив про математичні ймовірності розвитку позаземних цивілізацій у Всесвіті з часом, але висунув правдоподібні пояснення природи явища, описаного у звітах, які з'являлися в ЗМІ з 1947 року, і нарікав на відсутність наукового дослідження такого явища, яке він би заохочував. Крім того, він відповів на твердження про те, що інопланетяни, які імовірно є очевидними в цих звітах, могли мати намір залишитися прихованими, стверджуючи: «…якщо місія цих інопланетян вимагає приховування, вони здаються напрочуд некомпетентними. Можна подумати, що істоти, технологічно здатні подолати приголомшливі відстані між зорями, також знають, як вимикати свої дальні фари вночі й уникати наших примітивних інфрачервоних камер».

## Нагороди та визнання
- Стипендіат Хаббла 1995 року[6];
- 1997—2002 NSF CAREER Grant[18]
- 1999 нагорода вченому за популярну літературу від Американського астрономічного товариства, відділу сонячної фізики[19];
- 2009 «Найкращі американські публікації про науку та природу»[9].
- 2021 Медаль Карла Сагана за видатну громадську популяризацію в планетології

## Вибрані публікації
- The Constant Fire: Beyond the Science vs Religion Debate, University of California Press (10 January 2009), ISBN 978-0-520-26586-8
- The End of the Beginning: Cosmology Culture and Time at the Twilight of the Big Bang, (27 September 2010), ISBN 978-0-452-27606-2
- Light of the Stars. Alien Worlds and the Fate of the Earth, (12 June 2018), ISBN 978-0-393-60901-1